# Ostromice
Ostromice [ɔstrɔˈmit͡sɛ] (tiếng Đức: Wusterwitz) là một ngôi làng thuộc khu hành chính của Gmina Wolin, thuộc quận Kamień, West Pomeranian Voivodeship, ở phía tây bắc Ba Lan. Nó nằm khoảng 10 kilômét (6 mi) phía đông của Wolin, 18 km (11 mi) phía nam Kamień Pomorski và 46 km (29 mi) phía bắc thủ đô khu vực Szczecin.
Ngôi làng có dân số là 490 người.